# النظارات (بو)
«النظارات» (بالإنجليزية: The Spectacles)‏ هو قصة قصيرة كتبها إدغار ألان بو، التي نشرت في 1844. وهي إحدى حكايات بو الكوميدية.